# Pyromania
| 전문가 평가                      | 전문가 평가 |
| 평가 점수                        | 평가 점수   |
| 출처                             | 점수        |
| -------------------------------- | ----------- |
| AllMusic                         | [ 6 ]       |
| CD Guide to Pop & Rock           | [ 7 ]       |
| Collector's Guide to Heavy Metal | 7/10        |
| Encyclopedia of Popular Music    | [ 7 ]       |
| The Great Rock Discography       | 7/10        |
| MusicHound                       | 3.5/5       |
| Rolling Stone                    | [ 9 ]       |
| The Rolling Stone Album Guide    | [ 7 ]       |
| Sputnikmusic                     | 4.5/5       |
| The Village Voice                | C           |

《Pyromania》는 1983년 1월 20일, 영국과 유럽의 버티고 레코드와 미국의 머큐리 레코드를 통해 발매된 영국의 록 밴드 데프 레퍼드의 세 번째 스튜디오 음반이다. 창단 멤버 피트 윌리스의 후임으로 기타리스트 필 콜린이 참여한 첫 번째 음반 《Pyromania》는 로버트 존 "머트" 랭이 프로듀싱했다. 이 음반은 밴드의 전통적인 헤비 메탈에서 벗어나 보다 라디오 친화적인 글램 메탈과 하드 록으로 옮겨가면서 엄청난 주류 음악적 성공을 거두었다. 《Pyromania》는 빌보드 200에서 2위, 캐나다 RPM 음반 차트에서 4위, 영국 음반 차트에서 18위를 차지하여 미국에서 천만 장 이상 팔렸으며, 따라서 미국 음반 산업 협회가 다이아몬드 인증을 받았다.

## 녹음
이 음반은 오리지널 기타리스트 피트 윌리스와 함께 부분적으로 녹음되었는데, 그의 리듬 기타 트랙은 모든 곡에 나타난다. 녹음 세션이 끝나갈 무렵, 윌리스가 과도한 알코올 남용으로 해고당했고, 기타리스트 필 콜린이 몇 개의 기타 솔로를 기고했을 뿐만 아니라 아직 윌리스가 녹음하지 않은 기타 파트도 추가로 참여하게 되었다. 원래의 LP판에서는 리드 싱어 조 엘리엇의 사진을 배경으로 윌리스가 보이고, 콜린은 그룹의 새로운 정규 멤버로 자신의 개인 사진을 받는다.
이 음반은 또한 그들의 첫 두 음반의 헤비 메탈 사운드와 이후 발매되는 라디오 친화적인 방향 사이의 과도기적인 음반으로 볼 수 있다. 이 음반에는 〈Rock! Rock! (Till You Drop)〉, 〈Stagefright〉, 〈Die Hard the Hunter〉는 물론, 상위 40개의 히트곡인 〈Photograph〉, 〈Rock of Ages〉, 〈Foolin'〉을 히트시켰다.

## 발매
멜로디컬한 후크와 MTV를 통한 대대적인 노출 덕분에 《Pyromania》는 엄청난 성공을 거두었으며, 1980년대 팝 메탈 운동의 주요 촉매제가 되었다. 이 음반은 미국에서 초판 발매 당시 600만 장 이상 판매되었으며 (그해 상당 기간 동안 주당 약 10만 장씩 판매되었다), 이후 누적 판매량 1,000만 장을 돌파하며 다이아몬드 인증을 받았다. 1989년에는 오디오 전문 회사인 모바일 피델리티 사운드 랩스가 울트라디스크 시리즈의 일환으로 재발매했다.

## 곡 목록
| #  | 제목                            | 작사·작곡                                                | 재생 시간 |
| -- | ------------------------------- | -------------------------------------------------------- | --------- |
| 1. | 〈Rock! Rock! (Till You Drop)〉 | 스티브 클라크, 릭 새비지, 로버트 존 "머트" 랭, 조 엘리엇 | 3:52      |
| 2. | 〈Photograph〉                  | 클라크, 피트 윌리스, 새비지, 랭, 엘리엇                  | 4:12      |
| 3. | 〈Stagefright〉                 | 새비지, 엘리엇, 랭                                       | 3:46      |
| 4. | 〈Too Late for Love〉           |                                                          | 4:30      |
| 5. | 〈Die Hard the Hunter〉         | 랭, 클라크, 새비지, 엘리엇                               | 6:17      |

| #   | 제목                  | 작사·작곡                          | 재생 시간 |
| --- | --------------------- | ---------------------------------- | --------- |
| 6.  | 〈Foolin'〉           | 클라크, 랭, 엘리엇                 | 4:32      |
| 7.  | 〈Rock of Ages〉      | 클라크, 랭, 엘리엇                 | 4:09      |
| 8.  | 〈Comin' Under F〉    | 랭, 클라크, 윌리스, 엘리엇         | 4:20      |
| 9.  | 〈Action! Not Words〉 | 랭, 클라크, 엘리엇                 | 3:49      |
| 10. | 〈Billy's Got a Gun〉 | 클라크, 새비지, 윌리스, 엘리엇, 랭 | 5:56      |

## 인증
| 국가                                                  | 인증        | 판매량/출하량 |
| ----------------------------------------------------- | ----------- | ------------- |
| 캐나다 (뮤직 캐나다)                                  | 7× 플래티넘 | 700,000^      |
| 프랑스 (SNEP)                                         | 골드        | 100,000*      |
| 영국 (BPI)                                            | 실버        | 60,000^       |
| 미국 (RIAA)                                           | 다이아몬드  | 10,000,000^   |
| *판매량을 기반으로 한 인증 ^출하량을 기반으로 한 인증 |             |               |

## 같이 보기
- 미국에서 가장 많이 팔린 음반 목록